# Епархия Метачена
Епархия Метачена (лат. Dioecesis Metuchensis) — епархия Римско-Католической церкви в городе Метачен, штат Нью-Джерси, США. Епархия Метачена входит в митрополию Ньюарка. Кафедральным собором епархии Метачена является Собор святого Франциска Ассизского.

## История
19 ноября 1981 Папа римский Иоанн Павел II издал буллу Qui benignissimo, которой учредил епархию Метачена, выделив её из епархии Трентона.

## Ординарии епархии
- епископ Теодор Эдгар Маккэррик (19.11.1981 — 30.05.1986) — назначен архиепископом Ньюарка, кардинал (2001—2018), лишён сана
- епископ Эдвард Томас Хьюз[англ.] (11.12.1986 — 08.07.1997)
- епископ Винсент де Поль Брин[англ.] (08.07.1997 — 04.01.2002)
- епископ Пол Грегори Бутковски[англ.] (04.01.2002 — 08.03.2016)
- епископ Джеймс Фрэнсис Чекчио[англ.] (с 08.03.2016)

## Источник
- Annuario Pontificio, Libreria Editrice Vaticana, Città del Vaticano, 2003, ISBN 88-209-7422-3
- Булла Qui benignissimo, AAS 74 (1982), стр. 195  (лат.)